# Championnats de France d'athlétisme en salle 2024
Navigation
Championnats 2023 Championnats 2025
Les 53es Championnats de France d'athlétisme en salle se déroulent les 17 et 18 février 2024 au Stadium Métropole de Miramas.

## Programme
Source
| Finales | 17 février                                                                                 | 18 février                                                                                           |
| ------- | ------------------------------------------------------------------------------------------ | --- |
| Hommes  | 60 m, 3 000 m, Saut en longueur, Lancer du poids                                           | 200 m, 400 m, 800 m, 1 500 m, 60 m haies, Saut en hauteur, Saut à la perche, Triple saut, Heptathlon |
| Femmes  | 60 m, 3 000 m, 60 m haies, Saut en hauteur, Saut à la perche, Triple saut, Lancer du poids | 200 m, 400 m, 800 m, 1 500 m, 3 000 m marche, Saut en longueur, Pentathlon                           |

## Résultats

### Hommes
| Épreuves         | Or                            | Argent                           | Bronze                           |
| ---------------- | ----------------------------- | -------------------------------- | -------------------------------- |
| 60 m             | Jeff Erius 6 s 58             | Antoine Thoraval 6 s 64          | Allan Lagui 6 s 65               |
| 200 m            | Hachim Maaroufou 20 s 97      | Théo Schaub 21 s 23              | Maxime Lancelot 21 s 57          |
| 400 m            | Thomas Jordier 46 s 06        | Yann Spillmann 46 s 65           | Jordan Terrasse 47 s 74          |
| 800 m            | Benjamin Robert 1 min 50 s 87 | Corentin Le Clezio 1 min 51 s 46 | Louey Ouerrat 1 min 52 s 11      |
| 1 500 m          | Azeddine Habz 3 min 38 s 07   | Maël Gouyette 3 min 39 s 77      | Benoit Campion 3 min 40 s 12     |
| 3 000 m          | Romain Mornet 8 min 0 s 29    | Simon Bédard 8 min 0 s 74        | Nicolas-Marie Daru 8 min 0 s 86  |
| 60 m haies       | Wilhem Belocian 7 s 44        | Just Kwaou-Mathey 7 s 45         | Dimitri Bascou 7 s 65            |
| Saut en hauteur  | Taylor Minos 2,18 m           | Paul Metayer 2,15 m              | Nathan Ismar 2,15 m              |
| Saut à la perche | Thibaut Collet 5,76 m         | Anthony Ammirati 5,70 m          | Alioune Sène 5,64 m              |
| Saut en longueur | Erwan Konaté 7,97 m           | Titouan Bizet 7,67 m             | Tom Campagne 7,60 m              |
| Triple saut      | Jean-Marc Pontvianne 16,71 m  | Bréval Raoult 16,23 m            | Yoann Awhansou 15,87 m           |
| Lancer du poids  | Frédéric Dagée 19,90 m        | Franck Elemba 19,48 m            | Stephen Mailagi 19,12 m          |
| Heptathlon       | Bastien Auzeil 5 663 pts      | Matthieu Gudet 5 647 pts         | Maxime Moitié-Charnois 5 566 pts |

### Femmes
| Épreuves         | Or                             | Argent                          | Bronze                                  |
| ---------------- | ------------------------------ | ------------------------------- | --------------------------------------- |
| 60 m             | Orlann Olière 7 s 21           | Mallory Leconte 7 s 28          | Chloé Galet 7 s 31                      |
| 200 m            | Paméra Losange 23 s 59         | Maroussia Paré 23 s 66          | Diana Iscaye 24 s 00                    |
| 400 m            | Amandine Brossier 51 s 69      | Louise Maraval 52 s 00          | Camille Séri 52 s 18                    |
| 800 m            | Anaïs Bourgoin 2 min 2 s 05    | Léna Kandissounon 2 min 2 s 24  | Clara Liberman 2 min 3 s 07             |
| 1 500 m          | Agathe Guillemot 4 min 16 s 41 | Charlotte Mouchet 4 min 18 s 80 | Philippine de La Bigne 4 min 19 s 31    |
| 3 000 m          | Alice Finot 9 min 6 s 18       | Lise Thimon 9 min 11 s 10       | Amal Bouyij 9 min 13 s 48               |
| 60 m haies       | Cyréna Samba-Mayela 7 s 87     | Laëticia Bapté 7 s 94           | Solenn Compper 8 s 00                   |
| Saut en hauteur  | Solène Gicquel 1,86 m          | Lola Picard 1,86 m              | Fatoumata Balley Laureen Maxwell 1,83 m |
| Saut à la perche | Margot Chevrier 4,66 m         | Ninon Chapelle 4,50 m           | Marie-Julie Bonnin 4,40 m               |
| Saut en longueur | Angelica Berriot 6,55 m        | Rougui Sow 6,54 m               | Éloyse Lesueur-Aymonin 6,38 m           |
| Triple saut      | Ilionis Guillaume 14,11 m      | Clémence Rougier 13,82 m        | Rouguy Diallo 13,57 m                   |
| Lancer du poids  | Amanda Ngandu-Ntumba 16,61 m   | Christine Gavarin 15,99 m       | Naomie Wuta 15,06 m                     |
| Pentathlon       | Odile Ahouanwanou 4 449 pts    | Célia Perron 4 423 pts          | Maylis Darriet 4 219 pts                |